# Грамма Віктор Микитович
Віктор Микитович Грамма (1 травня 1937, с. Марківка, Білопільський район, Сумська область — 29 травня 2020, Харків) — український ентомолог, еколог, історик науки, бібліограф та поет.

## Біографія
Віктор Микитович народився 1 травня 1937 року в селі Марківка на Сумщині в селянській багатодітній родині. Мати — Галина Іванівна Грама, батько — Микита Никифорович Грама. Значний вплив на формування Віктора Микитовича у дитинстві справив дід Никифор Олександрович Грама — знавець природи й обізнаний у садівництві — який багато уваги приділяв онуку. Віктор Микитович хотів повернути собі прізвище Грама (як було вказано і в свідоцтві про народження), і деякі пізні його публікації підписані саме цим прізвищем. Але більшість робіт вийшла під прізвищем Грамма, і за документами він так і лишився з ним.
В родині також були троє хлопців та дві дівчини: Петро (1929 р. н.), Ніна (1932), Ольга (1939), Іван (1944) та Григорій (1947). Особливо значний вплив справив старший брат Петро, з яким вони були дружніми до кінця життя Петра в 2013 році.
Закінчивши сім класів у 1954 році з похвальною грамотою, Віктор поїхав у Ялту подавати документи до технікуму виноградарства та субтропічних культур, але їх не прийняли. Повернувшись додому, Віктор Микитович відвіз документи до Білопільського залізничного училища № 2, яке закінчив у 1956 році.
Після закінчення залізничного училища був направлений в залізничне локомотивне депо «Основа», де працював чотири роки (1956—1961) слюсарем п'ятого розряду та шифрувальником швидкісної стрічки. Праця з шифрованими стрічками привчила до кропіткої і зосередженої праці. Надалі це відіграло важливу роль у становленні Віктора Микитовича як систематика і фауніста-ентомолога.
Одночасно вступив на заочне відділення залізничного технікуму. Провчившись рік, пішов до вечірньої школи, де вчився з 1956 по 1958 рік і екстерном склав випускні іспити. З отриманим атестатом у 1958 році вступив на вечірнє відділення хімічного факультету Харківського державного університету. Півроку він провчився на хіміка, а потім, за рекомендацією пульмонологів, був змушений змінити професію та у 1960 році вирішив вступити на біологічний факультет.
Водночас працював на заводі «Серп і молот» на виробництві холодильних установок. Після чотирирічного відпрацювання в депо Віктор Микитович звільнився і влаштувався на роботу в науково-дослідний інститут механізації сільського господарства (м. Харків), де працював слюсарем та токарем п'ятого розряду (1961—1964). Його остання виробнича посада була робочим на заводі ХЗТМ (1964—1965).
На третьому курсі вечірнього відділення біологічного факультету почав відвідувати засідання Українського ентомологічного товариства, яке очолював професор Харківського університету Сергій Медведєв. Разом із доцентом педагогічного інституту Всеволодом Захаренком, ці вчені стали для Віктора Микитовича вчителями.
Почав працювати на кафедрі зоології педагогічного університету на посаді лаборанта (1965—1966), а з червня 1966 року був запрошений на кафедру ентомології університету на посаду старшого лаборанта, де працював до 1975 року. У 1974 році захистив кандидатську дисертацію на тему «Еколого-фауністичний огляд водних жуків Adephaga (Haliplidae, Ditiscidae, Hyrinidae) Лівобережної України».
З 1974 року працював у Центральній науковій бібліотеці університету. Там він займався створенням бібліографічної інформації в царині екології, охорони природи, ентомології, зоогеографії, історії науки. І тут доля звела його зі своїм останнім вчителем — головним бібліографом ЦНБ ХДУ Михайлом Швалбом, колишнім випускником біологічного факультету. В ці часи напередодні 70-річчя С. І. Медведєва з ювіляром було домовлено створити його бібліографічний покажчик. Частина матеріалу була підібрана за участю самого Медведєва. У співавторстві зі Швалбом у 1976 році була підготовлена стаття з бібліографічним списком соратника і колеги Медведєва, Володимира Станчинського — видатного вченого-еколога, репресованого тоталітарним режимом.
Протягом 1975—1979 років обіймав посаду молодшого наукового співробітника відділу захисту рослин Інституту рослинництва, селекції та генетики імені В. Я. Юр'єва.
У 1979—2011 роках — старший викладач (з 1988 — доцент) кафедри галузевої бібліографії Харківського державного інституту культури (нині — Харківська державна академія культури). У 2011 році вийшов на пенсію.
Помер на 84-му році життя 29 травня 2020 року.

## Наукова діяльність
За ініціативою Віктора Микитовича та його колег у 1977 році в колгоспі «Красная волна» Великобурлуцького району Харківської області був створений заказник корисних комах, де вперше розташували штучні домівки з очеретяних трубочок для диких бджіл.
Надалі ця ідея набула розвитку в створенні мікрозаповідників для корисних комах-запилювачів. Теоретичні розробки В. М. були впроваджені в практику М. О. Філатовим: перший мікрозаповідник для комах-запилювачів (площею в одну сотку) був створений у 1979 році на території відділу біології Харківського палацу піонерів під керівництвом завідувача відділу Бориса Михайловича Якушенка — керівника юннатів, завдяки якому в Харкові сформувалися плеяда ентомологів.
Науковець не кинув також фауністичні дослідження, а розвивав їх «за сумісництвом». Творча співпраця з відділом біології Палацу піонерів спрямувала фауністичні дослідження в еколого-фауністичний напрям і природоохоронну діяльність. Найбільш вагомими слід вважати еколого-фауністичні дослідження в Центральному Чорноземному заповіднику, до яких були залучені юннати. Результати відображені в численних публікаціях вказаних напрямів. Висновки щодо раціонального природокористування та збереження біорізноманіття сформовані на підставі наполегливих досліджень.
У 1980 році почав працювати у лабораторії екології комах при аграрному університеті (з 2003 року — на посаду завідувача лабораторії). Керував дослідженнями ентомофауни природних екосистем та агроценозів і працював до виходу на пенсію у 2011 році. Проте і на пенсії не припиняв наукової діяльності і продовжував визначати матеріал і консультувати аспірантів та всіх, хто до нього звертався.
Окрім еколого-фауністичних розробок, йому належать два описані види плавунчиків, названі на честь власних вчителів — Haliplus zakharenkoi та H. medvedevi. На жаль, останній в подальшому потрапив у синоніми. Найбільш вагомим досягненням з цього напряму була участь у створенні визначника прісноводних безхребетних, виданому при Зоологічному інституті РАН (Санкт-Петербург) в 2001 році.
Робота в галузі бібліографії привела до відновлення історичної ролі в розвитку науки та в суспільній діяльності багатьох «викреслених» персон. Окрім Станчинського, це були Ю. П. Бяллович, О. А. Яната, В. Г. Аверін, Ю. Д. Клеопов та інші. Ним присвячені біля сотні публікацій, серед яких — і монографії. Ця робота вилилася в пропозицію Віктора Микитовича визнати окрему галузь — мартироложну бібліографію. На жаль, цю справу йому не вдалося довести до кінця.

## Публікації
Загальна кількість публікацій В. М. Грамми налічує біля 340 наукових, науково-популярних і суспільно активних робіт. Нижче наведені списки, що охоплюють лише їхню частину, але є головними результатами діяльності вченого і громадського діяча,

### Наукові та науково-популярні публікації
- Грамма В. Н. Заметки о водной колеоптерофауне некоторых реликтовых участков Харьковской области // Вест. Харьк. ун-та. — 1970. — No 39: Сер. биол., вып. 2. — С. 82-85.
- Грамма В. Н., Присный А. В. Новый вид жука плавунчика рода Haliplus Latr. (Coleoptera, Haliplidae) из Левобережной Украины // Энтомол. обозрение. — 1973. — Т. 52, вып. 3. — С. 637—642.
- Грамма В. Н. Эколого-фаунистический обзор водных Adephaga (Coleoptera: Haliplidae, Dytiscidae, Gyrinidae) Левобережной Украины: Автореф. дис…канд. биол. наук / Харьк. гос. ун-т. — Харьков, 1974. — 21 с.
- Грамма В. Н. Зоогеографический анализ фауны водных жуков Левобережной Украины // Актуальные вопросы зоогеографии: VI всесоюз. зоогеогр. конф. (Кишинев, сент. 1975 г.): Тез. докл. / Ин-т зоологии АН Молд. ССР. — Кишинев, 1975. — С.65.
- Медведев С. И., Солодовникова В. С., Грамма В. Н. Некоторые особенности охраны насекомых // Вестн. зоологии. — 1977. — No1. — С.3-6.
- Грамма В. Н. Водная энтомофауна Северо-Донецкого природного комплекса // Северо-Донецкий природный комплекс. — Харьков: Высш. шк. Изд-во при ХГУ, 1980. — С. 54-56.
- Солодовникова В. С., Грамма В. Н., Прудкина Н. С. и др. К вопросу формирования связей между биогеоценозами и влияния на них некоторых антропогенных факторов // Биогеоценотические аспекты лесной рекультивации нарушенных земель Западного Донбасса. — Днепропетровск: Изд-во ДГУ, 1980. — С. 159—164. — (Труды комплексной экспедиции ДГУ; Вып.2).
- Грамма В. Н. Новый вид жуков-плавунчиков рода Haliplus Latr. (Colеоptera, Haliplidae) с Дальнего Востока.// Энтомол. обозрение. — 1980. — Т. 59, вып. 2. С. 284—286.
- Грамма В. Н., Филатов М. А., Якушенко Б. М. Некоторые проблемы охраны, увеличения численности и разведения диких пчелиных в условиях северо-восточной Украины // Насекомые — опылители сельскохозяйственных культур: сб. науч. тр. / СО ВАСХНИЛ. — Новосибирск, 1982. — С. 73-76.
- Держанский В. И., Грамма В. Н. Клоп-слепняк Eurycolpus flaveolus Stal. (Heteroptera, Myridae) в европейской части СССР // Вест. зоологии. — 1986. — No3. — С. 86.
- Грамма В. Н. Некоторые теоретические аспекты организации энтомологических заказников // Экология и таксономия насекомых Украины: сб. науч. тр. / Укр. энтомол. о-во. АН УССР. — Киев; Одесса, 1989. — Вып. 3. — С. 185—187.
- Грамма В. Н., Швалб М. Г. Основные направления научной деятельности С. И. Медведева: (библиогр. анализ науч. исслед. ученого) // Вестн. Харьк. ун-та. — Харьков, 1990. — No346: Новые исследования по онтогенезу, гетерозису и экологии животных. — С. 56-58.
- Грамма В. Н., Якушенко Б. М. Организация энтомологических заказников в Харьковской области // Из опыта работы молодежных природоохранительных организаций по программе «Фауна» / Укр. о-во охраны природы. — Киев, 1990. — С. 23-25.
- Надворный В. Г., Грамма В. Н. Hyrophydrus (Hyphoporus) musicus (Klug) (Coleoptera, Dytiscidae) — новый плавунец для фауны Украины // Вестн. зоологии. — 1990. — No1. — С. 84.
- Надворный В. Г., Грамма В. Н. Богомолы Арбатской стрелки // Вестн. зоологии. — 1991.- No1. — С.57.
- Gramma V. N., Nadvorny V. G. Entomological Reserves as Reservation of Useful Entomofauna / V. N. Gramma, V. G. Nadvorny// XII симпозиум по энтомофауне Средней Европы: Материалы (Киев, 25-30 сент. 1988 г.) / Ин-т зоологии им. И. И. Шмальгаузена АН УССР и др. — Киев, 1991. — С. 57-60.
- Грищенко В. М., Грама В. М., Архiпчук В. О. Бiотехнiчнi заходи по охоронi тварин // Охорона тваринного свiту: вироб.-практ. вид. / уклад. В. Е. Борейко. — Киïв, 1992. — С. 92-155. — (Природа i ми).
- Атемасова Т. А., Грама В. М. Степовi заказники Харкiвщини як резервати рiдкiсних рослин та тварин i проблеми ïх охорони // Проблеми охорони видiв фауни i флори, занесених до Червоноï книги Украïни: тези доп. наук.-практ. семiнару / Миколаïв. держ. пед. iн-т та iн. — Миколаïв, 1992. — С. 18-20.
- Грама В. М., Бартенев О. Ф. Сучаснi проблеми охорони рiдкiсних комах, занесених до Червоноï книги Украïни // Там само. — С. 50-51.
- Надворний В. Г., Грамма В. М., Блiнштейн С. Я. та ін. Ентомофауна прибрежноï зони Хаджибейського лиману // Проблеми загальноï та молекулярноï бiологiï — Київ, 1992. — Вип.10. — С. 83-89.
- Грамма В. Н., Шатровский А. Г. Эколого-фаунистическая характеристика водных насекомых (Hemiptera, Coleptera) Черноморского заповедника // Природные комплексы Черноморского государственного биосферного заповедника: сб. ст. / Ин-т зоологии им. Шмальгаузена — К., 1992. — С. 77-82.
- Грамма В. Н. Насекомые как индикаторы определенных биотопов и различного уровня антропогенного влияния // Вестн. Днепропетр. ун-та. — 1993. — Вып. 1. — С. 54-55.
- Грамма В. Н. О систематическом положении Haliplus samojedorum Sahlb. (Coleoptera, Haliplidae) // Изв. Харьк. энтомол. о-ва. — Харьков, 1993. — Т. 1, вып. 2. — С.96-103.
- Грамма В. Н. Haliplus schaumi Solsky (Coleoptera, Haliplidae) — ендемик Европы- // Изв. Харьк. энтомол. о-ва. — Х., 1993. — Т.1, вып.2. — С. 104—108.
- Грамма В. Н., Захаренко А. В. Проблемы охраны степных заповедников Украины // Энтомологические исследования в заповедниках степной зоны: Тез. докл. междунар. симп. (25-28 мая 1993 г., пос. Розовка) / Харьк. отд-ние Укр. энтомол. о-ва и др. — Х., 1993. — С. 11-12.
- Грамма В. Н., Сиренко В. А. К экологии беспозвоночных заповедника «Каменные Могилы» // Энтомологические исследования в заповедниках степной зоны: Тез. докл. междунар. симп. (25-28 мая 1993 г., пос. Розовка) / Харьк. отд-ние Укр. энтомол. о-ва. — Х., 1993. — С. 12-13.
- Бабий И. В., В. Н. Грамма, М. А. Филатов, Б. М. Якушенко Опыт создания школьного энтомологического заказника «Сосновая горка» при Харьковском Дворце пионеров и школьников // Неформальное экологическое образование детей: Ист. опыт и рекомендации педагогам. — К.; Нижний Новгород, 1994. — С. 57-72.
- Грама В. М., Шапоренко С. О. Державний кадастр територiй та об‘ектiв природно- заповiдного фонду Украïни: покажч. лiт. по Харків. обл. / Укр. наук. центр охорони вод. — Харків, 1995. — 56 с.
- Бартенев А. Ф., Грамма В. Н. Обзор семейств жуков (Coleoptera) Украины. Ч. 1: Myxophaga, Adephada, Polyphaga (Staphylinidae) // Изв. Харьк. энтомол. о-ва. — 1995. — Т. 3, вып. 1-2. — С.20-51. — Библиогр.: 41 назв.
- Грамма В. Н. О реликтовых участках и реликтовых насекомых Харьковской области // Экологические проблемы Харьковской области: Тез. докл. обл. науч.-практ. конф., 25-27 дек. 1995 г. / Харьк. гос. аграр. ун-т им. В. В. Докучаева и др. — Х., 1995. — С. 28-30.
- Бартенев А. Ф., Грамма В. Н. К изучению насекомых и других членистоногих из Красной Книги Украины // Изв. Харьк. энтомол. о-ва. — 1996. — Т.4, вып. 1-2. — С. 14-18.
- Грама В. М., Сiренко В. А. Зоологiчнi дослiдження в заповiднику « Кам'янi Могили» // Тр. Фил. Укр. степн. природ. заповедника «Каменные Могилы»: Юбил. сб. — 1997. — Киïв, 1998. — Вып. 1. — С. 61-63
- Грама В. М. Матерiали до кадастру рiдкiсних видiв водних комах Харкiвськоï областi // Республiканська ентомологiчна конференцiя, присвячена 50-й рiчницi заснування Украïнського ентомологiчного товариства: тез. доп. (Нiжин, 19-23 серп. 2000 р.) / УЕТ. — Нiжин: Наука-сервiс, 2000. — С.30.
- Грама В. М. Матерiали до органiзацiï степових ентомологiчних заказникiв: метод бiоiндикацiï степових ценозiв // Изв. Харьк. энтомол. о-ва. — Харьков, 2002. — Т. 8, вып. 2 — С. 16-18.
- Улановський М. С., Грама В. М. Природоохоронна цiннiсть цiлинних та чагарникових степних ценозiв // Фальцфейновськi читання: зб. наук. пр. / Херс. ДПУ, психолого-природничий факультет. — Херсон: Терра, 2001 — С. 193.

### Історіографічні публікації
- Грамма В. Н. Еретики и бунтари: о первых советских ученых — природоохранителях // Завтра будет поздно: Сб. ст. — Х.: Прапор 1990. — С. 6-61. (О В. И. Талиеве, В. Г. Аверине, В. В. Станчинском, А. А. Янате, С. И. Медведеве).
- Грамма В. Н. Краткий очерк жизни и деятельности профессора С. И. Медведева // Сергей Иванович Медведев — профессор Харьковского университета: [био]библиогр. указ. / Центр. науч. б-ка Харьк. гос. ун-та им. А. М. Горького. — Харьков, 1991. — С. 3-13.
- Дубинский Г. П., Грамма В. Н., Солодовникова В. С. О зоогеографических исследованиях Сергея Ивановича Медведева // Сергей Иванович Медведев — профессор Харьковского университета: [био]библиогр. указ. / Центр. науч. б-ка Харьк. гос. ун-та им. А. М. Горького. — Харьков, 1991. — С. 13-17.
- Грама В. М., Борейко В. Є. Історiя охорони тваринного свiту на Украïнi // Охорона тваринного свiту: вироб.-практ. вид. / уклад. В. Є. Борейко. — Киïв, 1992. — С. 3-25. — (Природа i ми).
- Грамма В. Н. Краткий очерк жизни и деятельности професора В. В. Станчинского (1882—1942) // Владимир Владимирович Станчинский — профессор Харьковского университета: библиогр. указ. / сост.: В. Н. Грамма, М. Г. Швалб; Харьк. гос. ун-т.- Харьков, 1992. — С. 4-16.
- Грамма В. Н., Кривицкий И. А., Швалб М. Г. История изучения фауны Харьковской области // Фауна и флора Харьковской области: сист. указ. лит. за 1791—1985 гг. / Харьк. гос. ун-т. — Харків, 1995. — Вып. 1: Животный мир. — С. 3-16.
- Грама В. М. «Пророк у своïй Вiтчизнi»: [Про дiяльнiсть в галузi охорони природи професора Харкiвського унiверситету Валерiя Iвановича Талiева (1872—1932)] // Ойкумена (Киïв). — 1995. — No1-2. — С. 150—153.
- Грама В. М. До 100-рiччя з дня народження М. П. Божко, професора Харкiвського унiверситету // Изв. Харьк. энтомол. о-ва. — 1996. — Т.4, вып. 1-2. — С. 164—165.
- Прокопова В. Д., Грамма В. Н. Краткий очерк жизни и деятельности Михаила Григорьевича Швалба. Михаил Григорьевич Швалб (к 70-летию со дня рождения): библиограф. указ. ― Харьков, 1996. — С. 3–6.
- Грамма В. Н. Невыдуманные истории: воспоминания энтомолога и краткие эпизоды из жизни Харьковского энтомологического общества // Изв. Харьк. энтомол. о-ва. — 1996. — Т. 4, вып. 1-2. — С. 142—147.
- Грамма В. Н. Памяти Всеволода Борисовича Захаренко (энтомолога, гидробиолога) // Изв. Харьк. энтомол. о-ва. — 1996. — Т.4, вып. 1-2. — С. 168—172. (Хронол. список основ работ В. Б. Захаренко (28 назв.), алф. указ. соавт.)
- Грама В. М. До 100-рiччя з дня народження Дори Самiйловни Шапiро — професора Харкiвського унiверситету // Изв. Харьк. энтомол. о-ва. — 1997. — С. 167—173.
- Грамма В. М., Дерлеменко Т. Ф., Полякова Л. Д. Кулешiв Микола Миколайович (1890—1968): академiк, украïнський вчений в галузi рослинництва: бiблiогр. покажч. / Центр наук. с-г. б-ка Укр. акад. аграр. наук. — Киïв, 1998. — 84 с. — (Украïнськi вченi-аграрiï ХХ столiття.).
- Бартенев А. Ф., Грамма В. Н., Солодовникова В. С. Сергей Иванович Медведев — выдающийся отечественный энтомолог: К 100-летию со дня рождения // Биолог. вест. / Харьк. держ. ун-т. — 1998 — Т.2, вып. 1 — С. 117—122 — Монографии и фундаментальные статьи проф. С. М. Медведева: С. 121—122.
- Грамма В. Н. Очерк о жизни и научной деятельности профессора Харьковского университета Сергея Ивановича Медведева: к 100-летию со дня рождения С. И. Медведева и к 50-летию Харьк. энтомол. о-ва // Изв. Харьк. энтомол. о-ва. — 1998 — Т.6, вып. 2 — С. 154—163.
- Грама В. М., Вовк Д. В. Божко Марiя Павлiвна — професор Харкiвського унiверситету: бiблiогр. покаж. // Изв. Харьк. энтомол. о-ва. — 1999 — Т. 7, вып.1 — С. 172—179.
- Грама В. М., Надворний В. Г. Вiн був найкращим солiстом серед зоологiв: пам'ятi ентомолога Олександра Андрiйовича Петрусенка // Изв. Энтомол. Об-ва. — 1999 — O. 7, вып.1 — С. 180—185.
- Грама В. М., Короткий нарис науковоï дiяльностi Юрiя Петровича Бялловича // Юрiй Петрович Бяллович: еколог, бiогеоценолог, лiсiвник: бiблiогр. покаж. / УкрНДiЛГА. — Харкiв, 2001. — С. 3-9.
- Грама В. М., Білинська В. Л. , Сулима Я. Д. Відділ біології Харківського обласного Палацу дитячої та юнацької творчості (1934—2000 рр.): бібліогр. покаж. ― Харків, 2001.― С. 1–38.
- Грама В. М., Щеглова К. О. Юрій Петрович Бяллович: еколог, біогеоценолог, лісівник: біобібліогр. покаж. ― Харків, 2001. ― С. 1–20.
- Березюк Н. М., Грама В. М. Слід добрий і вічний на землі Слобожанській (Іван Назарович Каразін та його нащадки) / Университет. ― Харків, 2003. Вип. 2(14). — С. 26–33.
- Грамма В. М. Захаренко Всеволод Борисович // Енциклопедія сучасної України.― 2008. ― С. 366—367.
- Євтушенко М. Д., Грамма В. М. Зміна парадигми в системі теорії і практики захисту плодових садів в Україні за 100-річчя. ― Харків, 2011. ― С. 1–126.
- Грамма В. М., Сіренко В. О. Заповідник «Кам'яні Могили»: бібліогр. покаж. (1833—2012 рр.). — Полтава, 2012. ― С. 1–140.

## Вшанування
- На його честь названо вид жука з Південного Примор'я Ochthebius mamagri[sv] з родини Водолюбів (Шатровський, 1992). Прізвище надане у вигляді анаграми від слова «grammai»[5].
- В. М. Грамма згадується в наступних публікаціях:

1. Нечаева Н. Т., Медведев С. И. Памяти Владимира Владимировича Станчинского (к истории биоценологии СССР). Бюллетень Московского общества испытателей природы. Отделение биологии, 82 (6). 1977. ― С. 109—117.
2. Воловник С. Допоможіть мікрозаказнику. Знання та праця. 3. 1985. ― С. 12–14.
3. Кудряченко А. І. 1994. Німці України: минуле і сьогодення. Розбудова держави. 5: 19–23.
4. Коваленко В. 1996. Це ваш портрет, більшовики, або сумні роздуми про рідне слово. Поклик. Івано-Франківськ, 25 (145): 4.
5. Лопатин И. К . 1998. Слово об учителе. Известия Харьковского энтомологического общества, 6 (2): 163—165.
6. Присный А. В. 2003. Экстразональные группировки в фауне наземных насекомых юга Среднерусской возвышенности. Белгород, 1–296.
7. Ентомологу, бібліографу-публіцисту, поету В. М. Грамі –70! Знання, 2007. ― С. 12-14 (1688): 3.
8. Нечуйвітер В. Співають просвітяни Харкова : пісенний репертуар, публіцистичні твори, віршовані присвяти. ― Вид. 2-е. ― Харків, 2006. ― С. 1–124.
9. Енциклопедія історії України. ― Київ: Наукова Думка, 2007. ― Т. 4 (ка-ком). ― С.1–528.
10. Глибицька С. Бібліографічні та бібліографознавчі праці В. М. Грамми (до 80-річчя від дня народження) // Бібліотечний форум: історія, теорія, практика. ― 2017. ― № 3. ― С. 62–63.
11. Холхоева Л. С. Некоторые зарисовки и воспоминания о научных сотрудниках, проводивших исследования в заповеднике «Каменные могилы». Природа та історико-культурна спадщина району заповідника «Кам'яні могили». Запоріжжя, 2017. ― С. 79–83.
12. Шапаренко С. О. 2017. Як я знайомився з В. М. Грамою — до ювілею справжнього науковця і Громадянина. Экологическая группа «Печенеги» (веб-сайт). Переглянуто 10.10.2019. http://pechenegy.org.ua/ru/node/191
13. Міхеєнко Є. 2018. «Старі сміються…»: Міні-антологія англомовної поезії. Журнал іноземної літератури «Всесвіт», 5-6 (1073—1074): 30-41.
14. Grams… 2019. Grams History, Family Crest & Coats of Arms. House of names. Swyrich Corporation. Ontario, Canada (веб-сайт). Переглянуто 12.05.2019. https://www.houseofnames.com/grams-family-crest
15. Grimes… 2019. Grimes Surname Definition. Forebears (веб-сайт). Переглянуто 12.05.2019. https://forebears.io/surnames/grimes